# Воллбах
Воллбах (нем. Wollbach) — река в Германии, в южной части Шварцвальда. Протекает по земле Баден-Вюртемберг. Является притоком Кандера и имеет речной индекс 23324. В верхней своей части до слияния с Bärengraben река носит название Rehgraben. Перепад высот реки на её протяжении составляет 376 метров.

## Истоки
Река Воллбах берёт своё начало в Санделькопфе, в 3 километрах к востоку от Кандерна. Сначала она протекает через Небенау, затем проходит через населённый пункт Воллбах и в результате в долине Кандер её воды вливаются в реку Кандер.

## Притоки
- Bärengraben (левый)
- Eisengraben (правый)
- Munzenbach (левый)
- Eulenlochbächle (левый)